# 加古川市立平岡北小学校
加古川市立平岡北小学校（かこがわしりつ ひらおかきたしょうがっこう）は、兵庫県加古川市平岡町新在家に所在する公立小学校。

## 沿革
- 1980年（昭和55年）4月1日 - 開校。

## 通学区域
- 野口町野口の一部、野口町北野の一部、平岡町高畑の一部、平岡町新在家の一部、平岡町つつじ野[1]

※卒業後は基本的に加古川市立平岡中学校に進学する。

## 通学区域が隣接している学校
- 加古川市立平岡東小学校
- 加古川市立平岡小学校
- 加古川市立野口小学校
- 加古川市立野口北小学校
- 稲美町立天満小学校
- 稲美町立天満南小学校